# Mirjana Lučić-Baroni
Mirjana Lučić-Baroni (født 9. marts 1982 i Dortmund, Vesttyskland) er en professionel tennisspiller fra Kroatien.